# Ectropothecium rectifolium
Ectropothecium rectifolium är en bladmossart som beskrevs av Brotherus in Schumann och Lauterbach 1900. Ectropothecium rectifolium ingår i släktet Ectropothecium och familjen Hypnaceae. Inga underarter finns listade i Catalogue of Life.